# Jan Grois
Jan Grois (* 21. května 1980 Znojmo) je český politik a podnikatel, v letech 2016 až 2020 zastupitel Jihomoravského kraje, v letech 2018 až 2021 starosta města Znojmo, předtím v letech 2010 až 2018 místostarosta města a od roku 2021 opět místostarosta, bývalý člen ČSSD.

## Život
Po maturitě začal podnikat v oblasti gastronomie a služeb, své vzdělání si později doplnil o titul MBA.
Jan Grois žije ve městě Znojmo. Je ženatý, má dva syny. V mládí se aktivně věnoval folklóru (byl členem spolku Dyjavánek). Mezi jeho záliby patří sport (vodní sporty, běhání, funkční trénink), turistika a cestování.

## Politické působení
V komunálních volbách v letech 2002 a 2006 kandidoval za ČSSD do Zastupitelstva města Znojmo, ale neuspěl. Zvolen byl až ve volbách v roce 2010. V listopadu 2010 se navíc stal místostarostou města. Ve volbách v roce 2014 byl opět zvolen zastupitelem města. Strana ve městě volby vyhrála, když získala více než 31 % hlasů a tím pádem 11 z 31 mandátů. ČSSD pak uzavřela koalici s hnutím ANO 2011 za podpory jednoho zastupitele zvoleného za KSČM a Grois byl v listopadu 2014 opět zvolen místostarostou.
Poté, co dosavadní starosta Vlastimil Gabrhel na funkci starosty rezignoval (29. ledna 2018) , byl na následném zasedání městského zastupitelstva zvolen starostou. Po volbách v roce 2018 byla utvořena koalice ze sociální demokracie, ANO 2011 a občanských demokratů. Grois se opětovně stal starostou města.
V krajských volbách v roce 2012 kandidoval za ČSSD do Zastupitelstva Jihomoravského kraje, ale neuspěl. Zvolen byl až ve volbách v roce 2016. Nicméně ve volbách v roce 2020 již nekandidoval.
Ve volbách do Senátu PČR v roce 2020 kandidoval v obvodu č. 54 – Znojmo jako člen ČSSD za hnutí Starostové a osobnosti pro Moravu (SOM). V prvním kole získal 25,75 % hlasů, a postoupil tak ze 2. místa do druhého kola, v němž prohrál s kandidátem ODS, STAN a TOP 09 Tomášem Třetinou poměrem hlasů 45,42 % : 54,57 %, a senátorem se tak nestal.
V prosinci 2020 plánovalo zastupitelstvo jednat o jeho odvolání z funkce starosty, nakonec však zastupitelé za hnutí ANO, kteří to původně iniciovali, otočili a tato otázka se vůbec nedostala na program jednání. Nakonec Grois sám rezignoval 18. ledna 2021, jeho nástupcem byl zvolen jeho spolustraník Jakub Malačka. Stal se však místostarostou města.
Ke konci března 2021 se rozhodl spolu se starostou města Znojma Malačkou opustit sociální demokracii. Grois uvedl, že zatím nebude členem jiné politické partaje.